# Jannik Borgmann
Jannik Borgmann (* 12. November 1997 in Emsdetten) ist ein deutscher Fußballspieler. Er spielt für Rot-Weiß Ahlen.

## Karriere
Borgmann begann das Fußballspielen in seiner Heimatstadt bei Fortuna Emsdetten, ehe er zur C-Jugend zu Borussia Emsdetten wechselte. Anschließend spielte er bis U17 beim VfL Osnabrück, bevor er sich der U19 von Preußen Münster anschloss.
Allerdings verbrachte er zunächst nur ein Jahr in Münster und kehrte, wiederum nur für ein Jahr, nach Osnabrück zurück. 2016 wechselte er schließlich in die zweite Mannschaft von Preußen Münster, die in der Westfalenliga spielte. Am 7. April 2018 hatte er im Drittliga-Heimspiel gegen den SV Wehen Wiesbaden seinen ersten Einsatz im Profifußball. Im April 2018 unterschrieb er seinen ersten Profivertrag, dieser wurde vorzeitig im April 2019 um zwei Jahre bis 2022 verlängert.
Im Sommer 2022 wechselte er zum benachbarten Regionalligisten Rot Weiss Ahlen. Die Rückrunde der Saison 2023/24 fehlte er verletzungsbedingt durch einen Bandscheibenvorfall.